# Renata Adler
Renata Adler (Milán, 19 de octubre de 1938 - ) es una escritora estadounidense, periodista y crítica de cine.

## Trayectoria
Renata Adler nació en Milán, pues sus padres, alemanes, habían huido a Italia en 1933 por la persecución racista de los nazis. Empezó estudiando en el Bryn Mawr College, con el pensador español José Ferrater Mora. Luego estudió literatura comparada con dos grandes críticos: I. A. Richards y Roman Jakobson, en Harvard. 
Dados sus intereses plurales, y espoleada por el estructuralismo, estuvo en Francia en su momento de esplendor, e hizo su tesis dirigida por el filósofo Jean Wahl y el antropólogo Claude Lévi-Strauss. Lo completó a su regreso con estudios en la Yale Law School.
Entró a formar parte del equipo redactor del prestigioso The New Yorker. En 1968 fue la responsable de la crítica de cine; ello se recoge en su libro A Year in the Dark (Un año en la oscuridad). Luego, trabajó sobre política, derechos civiles, definiéndose como de centro-radical: de hecho, lo atestigua su libro de ensayos Toward a Radical Middle, 1968.
Empezó a escribir literatura desde 1974. Dos novelas importantes han sido su contribución a este ámbito de las letras: Speedboat y Pitch Dark. Sobre la primera, Lancha Rápida, respondió en 2015: "No tengo ningún problema con que la gente lo llame vanguardista, pero no creo que lo sea yo. Mi problema con la narrativa de cariz vanguardista es que tiende a desdeñar todo sentimiento y emoción como si fuesen sentimiento barato. Se bloquea la aparición del sentimiento. Esas novelas pueden utilizar la nostalgia, el ingenio, el diálogo… Y pueden hacerlo muy bien. Pero son incapaces de incorporar la emoción".

## Obra selecta
- Toward a Radical Middle: Fourteen Pieces of Reporting and Criticism, Random House, ISBN 978-0-394-44916-6
- A Year in the Dark, sobre cine.
- Speedboat, 1976, novela, premiada por la Hemingway Foundation. Traducida como Lancha Rápida, Madrid, Sexto piso, 2015.
- Pitch Dark, 1983, novela, recuperada como la anterior en 2013 por los New York Review Classics. Traducida como Oscuridad total, Madrid, Sexto piso, 2016.
- Gone: The Last Days of The New Yorker, 1999, sobre el declive de esa publicación.
- Canaries in the Mineshaft: Essays on Politics and the Media, 2001, ensayos aparecidos en diversos periódicos.
- After the Tall Timber: Collected Non-Fiction, 2015, otros textos.